# 福山透
福山透（日语：／ Fukuyama Tōru，1948年8月9日—），日本化学家，現任东京大学藥學部教授、名古屋大學創藥科學研究科特任教授。紫綬褒章表彰。
福山教授曾獲美国化学会「亚瑟·科普学者奖 (Arthur C. Cope Scholar Awards)」。

## 生平
1948年8月9日出生於日本爱知县安城市。1971年名古屋大學農學部畢業，名大碩士。1977年取得哈佛大學博士學位，師從岸義人。於哈佛留校作博士後研究。
1978年至1995年間任教於莱斯大学，1995年返日擔任東京大學藥學部教授，2012年開始任教於母校名古屋大學。

## 貢獻
- 福山还原反应 (1990)
- 福山吲哚合成 (1994)
- 福山偶联反应 (1998)

## 榮譽
- 1993年 Arthur C. Cope Scholar Awards   [1]
- 1993年 Abbott Distinguished Investigator Award
- 2001年 有機合成化學協會獎（學術）
- 2003年 ISHC Senior Award in Heterocyclic Chemistry
- 2004年 ACS Award for Creative Work in Synthetic Organic Chemistry
- 2006年 日本藥學會獎
- 2009年 中日文化賞 [2]
- 2009年 紫綬褒章